# كوستاس باتافوكاس
كوستاس باتافوكاس (باليونانية: Κώστας Παταβούκας)‏ مواليد 3 فبراير 1966 في أثينا، هو لاعب كرة سلة يوناني سابق. بدأ مسيرته الاحترافية في سنة 1985. مثّل منتخب بلاده. شارك في دورة الألعاب الأولمبية الصيفية سنة 1996. حقق المركز الثاني في بطولة أمم أوروبا لكرة السلة 1989. اعتزل اللعب في 1999.

## المسيرة الاحترافية
لعب مع نادي إيه إي كي لكرة السلة من سنة 1985 إلى 1993، ثم لعب مع نادي باناثينايكوس لكرة السلة من سنة 1993 إلى 1996، ثم لعب مع فيرتوس بالاكانسترو بولونيا في موسم 1996–1997.

## الميداليات
| الميدالية | المسابقة                         |
| --------- | -------------------------------- |
| فضية      | بطولة أمم أوروبا لكرة السلة 1989 |

## روابط خارجية
- كوستاس باتافوكاس على موقع الاتحاد الدولي لكرة السلة (الإنجليزية)
- كوستاس باتافوكاس على موقع كرة السلة الأوروبية.كوم (الإنجليزية)
- كوستاس باتافوكاس على موقع ريلجم (الإنجليزية)
- كوستاس باتافوكاس على موقع بروبوليرز (الإنجليزية)
- كوستاس باتافوكاس على موقع سبورتس رفرنس (الإنجليزية)
- كوستاس باتافوكاس على موقع أوليمبيديا (الإنجليزية)